# ديبستيب (جورجيا)
ديبستيب (بالإنجليزية: Deepstep, Georgia)‏ هي بلدة تقع في مقاطعة واشنطن، جورجيا بولاية جورجيا في الولايات المتحدة. تبلغ مساحتها 2 (كم²)، وترتفع عن سطح البحر 95 م، بلغ عدد سكانها 132 نسمة في عام 2000 حسب إحصاء مكتب تعداد الولايات المتحدة وتصل الكثافة السكانية فيها 66 نسمة/كم2.

## وصلات خارجية
- The US50 - Cities and Towns in Georgia State
- Georgia Cities and Towns, Facts, Map, Flag, Colleges, Government, and More